# さいたま市立海老沼小学校
さいたま市立海老沼小学校（さいたましりつ えびぬましょうがっこう）は、埼玉県さいたま市見沼区にある公立小学校。

## 沿革
- 1980年（昭和55年）4月1日 - 創立
- 2001年（平成13年）5月1日 - 大宮市、浦和市、与野市の合併に伴い現校名になる。
- 2019年（令和元年） 7月1日 - 40周年を迎える